# Литвиново (Ивановская область)
 Литвиново — деревня в Ильинском районе Ивановской области. Входит в состав Аньковского сельского поселения.

## География
Находится в западной части Ивановской области на расстоянии приблизительно 19 км на юго-восток по прямой от районного центра села Ильинское-Хованское.

## История
В 1859 году здесь (тогда деревня в составе Юрьевского уезда Владимирской губернии) было учтено 20 дворов.

## Население
Постоянное население составляло 103 человека (1859 год), 4 в 2002 году (русские 100 %), 4 в 2010.